# Universiade d'hiver de 2025
Navigation
Édition précédente Édition suivante
L'Universiade d'hiver 2025 est la 32e édition des Universiades d'hiver. Elle se déroule à Turin et dans le Piémont, en Italie, du 13 au 23 janvier 2025. 

## Organisation
Le 6 juillet 2020, les représentants de la Ville de Turin, de la Région Piémont, de l'Université de Turin, de l'École polytechnique de Turin, du CUS Turin, de l'EDISU Piémont et de l'Université du Piémont oriental ont officiellement annoncé leur candidature pour accueillir les Jeux de 2025. La ville de Turin a déjà accueilli plusieurs édition d'universiade (été 1959, été 1970, hiver 2007).
La candidature, notée sous le nom de "Turin 2025", incluait l'intention d'accueillir des événements para-sportifs, en tandem avec les Jeux olympiques spéciaux d'hiver 2025. Le 7 juillet 2020, le ministre italien des Sports, Vincenzo Spadafora, confirme son ferme soutien à la candidature. 
Les Jeux sont attribués à l'Italie le 15 mai 2021,.

### Sites
Plusieurs équipements sont des sites des Jeux olympiques d'hiver de 2006.
Quatre municipalités situées hors de Turin accueilleront les Jeux : Bardonnèche et Pragela accueillent les sports de neige, tandis que Torre Pellice et Pignerol accueillent le hockey sur glace.

## Nations participantes
| Amérique | Asie | Europe |
| --- | --- | --- |
| - Argentine (4) - Brésil (4) - Canada () - Chili () - États-Unis () - Mexique ()                                                                          | - Chine (48) - Corée du Sud () - Hong Kong (14) - Japon () - Kazakhstan () - Liban () - Malaisie () - Mongolie () - Népal () - Philippines (1) - Singapour () - Taipei chinois (21) - Thaïlande (3) | \| - Arménie (10) - Autriche () - Belgique (8) - Bulgarie () - Croatie (5) - Espagne () - Estonie () - Finlande () - France (64) - Géorgie () - Allemagne () \| - Grande-Bretagne () - Hongrie () - Irlande () - Israël () - Italie () - Kosovo (2) - Lettonie () - Liechtenstein () - Lituanie (2) - Luxembourg (2) - Norvège () \| - Pays-Bas (8) - Pologne () - Portugal () - Roumanie () - Slovaquie () - Slovénie () - Suède () - Suisse () - République tchèque (93) - Turquie () - Ukraine (57) \| |
| - Argentine (4) - Brésil (4) - Canada () - Chili () - États-Unis () - Mexique ()                                                                          | Océanie | \| - Arménie (10) - Autriche () - Belgique (8) - Bulgarie () - Croatie (5) - Espagne () - Estonie () - Finlande () - France (64) - Géorgie () - Allemagne () \| - Grande-Bretagne () - Hongrie () - Irlande () - Israël () - Italie () - Kosovo (2) - Lettonie () - Liechtenstein () - Lituanie (2) - Luxembourg (2) - Norvège () \| - Pays-Bas (8) - Pologne () - Portugal () - Roumanie () - Slovaquie () - Slovénie () - Suède () - Suisse () - République tchèque (93) - Turquie () - Ukraine (57) \| |
| - Argentine (4) - Brésil (4) - Canada () - Chili () - États-Unis () - Mexique ()                                                                          | - Australie (16) - Nouvelle-Zélande () | \| - Arménie (10) - Autriche () - Belgique (8) - Bulgarie () - Croatie (5) - Espagne () - Estonie () - Finlande () - France (64) - Géorgie () - Allemagne () \| - Grande-Bretagne () - Hongrie () - Irlande () - Israël () - Italie () - Kosovo (2) - Lettonie () - Liechtenstein () - Lituanie (2) - Luxembourg (2) - Norvège () \| - Pays-Bas (8) - Pologne () - Portugal () - Roumanie () - Slovaquie () - Slovénie () - Suède () - Suisse () - République tchèque (93) - Turquie () - Ukraine (57) \| |
| - Arménie (10) - Autriche () - Belgique (8) - Bulgarie () - Croatie (5) - Espagne () - Estonie () - Finlande () - France (64) - Géorgie () - Allemagne () | - Grande-Bretagne () - Hongrie () - Irlande () - Israël () - Italie () - Kosovo (2) - Lettonie () - Liechtenstein () - Lituanie (2) - Luxembourg (2) - Norvège ()                                   | - Pays-Bas (8) - Pologne () - Portugal () - Roumanie () - Slovaquie () - Slovénie () - Suède () - Suisse () - République tchèque (93) - Turquie () - Ukraine (57) |

## Disciplines
Le programme sportif des Jeux d'hiver de la FISU 2025 comprend 9 sports officiels et 2 sports optionnels (ski alpinisme et ski d'orientation).
C'est également la première fois que des épreuves d'handisport sont inclus aux programmes avec le Ski nordique handisport (10 km et Sprint 1,5 km ) et le Ski alpin handisport (Super G et Géant) pour les trois catégorie d'handicaps (Debout, Assis, Malvoyant).
| - Biathlon (9) - Ski de fond (21) - Ski alpin (21) - Ski acrobatique (10) - Snowboard (10) | - Curling (3) - Hockey sur glace (2) - Patinage artistique (3) - Patinage de vitesse sur piste courte (9) | - Ski d'orientation (3) - Ski-alpinisme (5) |

## Tableau des médailles
- Pays organisateur ( Italie)

| Rang  | Nation       | Or | Argent | Bronze | Total |
| ----- | ------------ | -- | ------ | ------ | ----- |
| 1     | France       | 18 | 8      | 14     | 40    |
| 2     | Corée du Sud | 8  | 6      | 6      | 20    |
| 3     | Finlande     | 8  | 3      | 4      | 15    |
| 4     | Japon        | 7  | 8      | 4      | 19    |
| 5     | Allemagne    | 6  | 9      | 8      | 23    |
| 6     | Pologne      | 6  | 3      | 5      | 14    |
| 7     | Espagne      | 4  | 7      | 2      | 13    |
| 8     | Italie       | 4  | 5      | 6      | 15    |
| 9     | Suisse       | 4  | 5      | 5      | 14    |
| 10    | Ukraine      | 4  | 4      | 4      | 12    |
| 11    | Slovénie     | 4  | 1      | 1      | 6     |
| 12    | Kazakhstan   | 3  | 4      | 7      | 14    |
| 13    | Norvège      | 3  | 1      | 0      | 4     |
| 14    | Suède        | 2  | 7      | 0      | 9     |
| 15    | Autriche     | 2  | 2      | 2      | 6     |
| 16    | Chine        | 1  | 3      | 1      | 5     |
| 17    | Estonie      | 1  | 3      | 0      | 4     |
| 18    | Canada       | 1  | 2      | 6      | 9     |
| 19    | Royaume-Uni  | 1  | 2      | 0      | 3     |
| 20    | Tchéquie     | 1  | 1      | 3      | 5     |
| 21    | Chili        | 1  | 1      | 0      | 2     |
| 22    | Bulgarie     | 1  | 0      | 2      | 3     |
| 23    | États-Unis   | 0  | 1      | 1      | 2     |
| 24    | Pays-Bas     | 0  | 1      | 0      | 1     |
| 24    | Slovaquie    | 0  | 1      | 0      | 1     |
| 26    | Argentine    | 0  | 0      | 1      | 1     |
| 26    | Arménie      | 0  | 0      | 1      | 1     |
| 26    | Croatie      | 0  | 0      | 1      | 1     |
| Total | Total        | 90 | 88     | 84     | 262   |

### Sportifs les plus médaillés
| Athlète         | Université                                                    | Sport       | Médaille d'or, Universiade | Médaille d'argent, Universiade | Médaille de bronze, Universiade | Total |
| --------------- | ------------------------------------------------------------- | ----------- | -------------------------- | ------------------------------ | ------------------------------- | ----- |
| Kim Gil-li      | Université de Corée - campus Sejong, Corée du Sud             | Short-track | 5                          | 0                              | 0                               | 5     |
| Seo Whi-min     | Université de Corée - campus Sejong, Corée du Sud             | Short-track | 2                          | 2                              | 1                               | 5     |
| Kim Tae-sung    | Université Dankook - campus Cheonan, Corée du Sud             | Short-track | 4                          | 0                              | 0                               | 4     |
| Izabela Marcisz | École universitaire d'éducation physique de Cracovie, Pologne | Ski de fond | 2                          | 0                              | 2                               | 4     |
| Lee Dong-hyun   | Université Dankook - campus Cheonan, Corée du Sud             | Short-track | 1                          | 1                              | 2                               | 4     |
| Hao Weiying     | Université sportive de Shenyang, Chine                        | Short-track | 0                          | 3                              | 1                               | 4     |